# R36z (België)
De R36z is een weg in Kortrijk en een asymmetrisch gedeelte van de ringweg R36. Het gedeelte loopt van de R36 iets ten noorden van de Zwevegemsepoort tot aan de R36 en N43 aan de Gentsepoort. Tussen de Gentsepoort en de Veemarkt is de R36 een eenrichtingsweg voor het verkeer van noord naar zuid en dient de R36z voor het verkeer in de andere richting. Tussen de Veemarkt en de Zwevegemsepoort zijn de rijrichtingen omgekeerd.

## Straatnamen
De R36z heeft de volgende straatnamen:
- Spoorweglaan
- Sint-Janslaan
- Veemarkt
- Groeningelaan
- Harelbeeksestraat

R-wegen:
R0 · R1 · R2 · R3 · R4 (R4a · R4z) · R5 (R5a) · R6 · R7 · R8 · R9 · R10 · R11 (R11a) · R12 · R13 · R14 · R15 · R16 · R18 · R20 (R20a · R20b) · R21 (R21a · R21b · R21c · R21d) · R22 (R22a · R22z) · R23 (R23z) · R24 · R25 · R26 · R27 (R27a) · R30 (R30a · R30b) · R31 · R32 · R33 · R34 · R35 · R36 (R36z) · R40 (R40a) · R41 · R42 · R43 · R50 · R51 · R52 · R53 · R54 · R55 · R61 (R61a) · R62 · R70 · R71 · R72 · R73
N-wegen die (gedeeltelijk) een ringweg omvatten:
N1 · N3 · N4 · N6 · N7 · N8 · N9 · N13 · N17 · N27 · N27a · N28 · N29 · N31 · N32 · N34 · N35 · N36 · N37 · N38 · N39 · N41 · N44 · N46 · N47 · N49 · N50 · N55 · N60 · N60d · N70 · N71 · N72 · N73 · N75 · N76 · N78 · N80 · N81 · N82 · N90 · N92 · N113 · N153 · N203 · N203a · N390 · N405 · N416 · N441 · N473 · N498 · N556 · N700 · N712 · N712b · N717 · N722 · N725 · N748 · N750 · N769 · N967